# Solarzówka

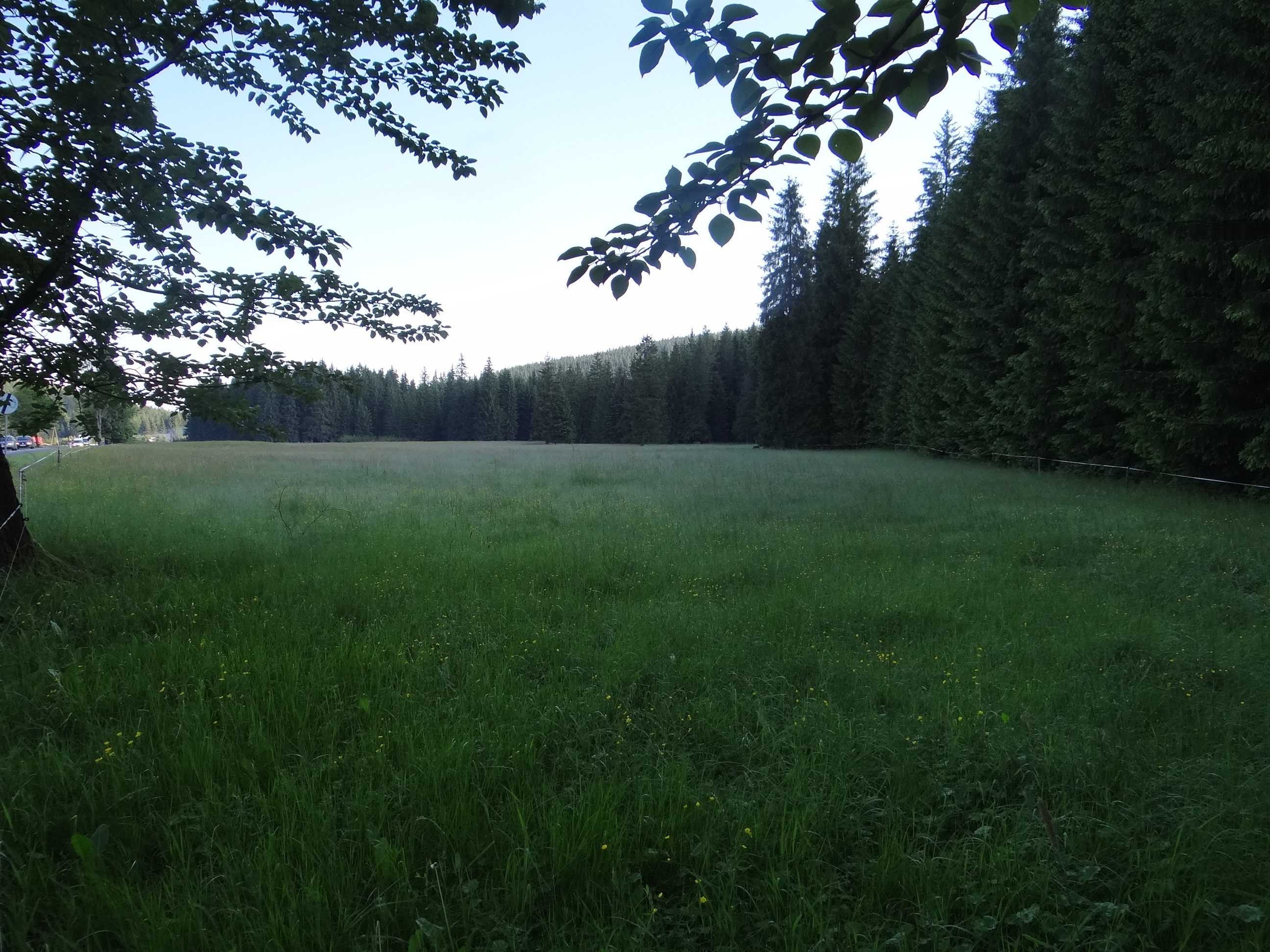
Solarzówka

Solarzówka – polana pasterska zlokalizowana na orograficznie lewych zboczach doliny Czarnego Dunajca, u podnóża Hurchociego Wierchu, nad potokiem Przybylanka. Położona jest ona na wysokości ok. 840–860 m n.p.m. Od północy sąsiaduje ze znacznie większą polaną Baligówka, zaś od południowego zachodu z polaną Szczurówka. Przez Solarzówkę przebiega droga wojewódzka nr 958.
Administracyjnie polana leży na terenie wsi Witów i znajduje się pod zarządem Wspólnoty Leśnej Uprawnionych Ośmiu Wsi.